# Pépinière de Berthier
Pour les articles homonymes, voir Berthier.
La pépinière de Berthier est la première pépinière forestière du Québec fondée en 1908 à Sainte-Geneviève-de-Berthier par Gustave Clodomir Piché. Elle est la propriété du ministère des Ressources naturelles et des Forêts.

## Historique
La pépinière de Berthier est fondée en 1908 par l'un des premiers ingénieurs forestiers canadiens-français, Gustave Clodomir Piché,.
En 1916, un bâtiment nommé le chalet de la pépinière est construit pour les employés du site. De 1923 à 1934, le bâtiment est occupé par la première école technique pour les gardes forestiers du Québec. Depuis 2008, l'Association forestière de Lanaudière occupe le bâtiment.
En 1928, une usine de traitement des semences est mise en opération sur le site de la pépinière. Elle devra être reconstruite en 1958 à la suite d’un incendie.

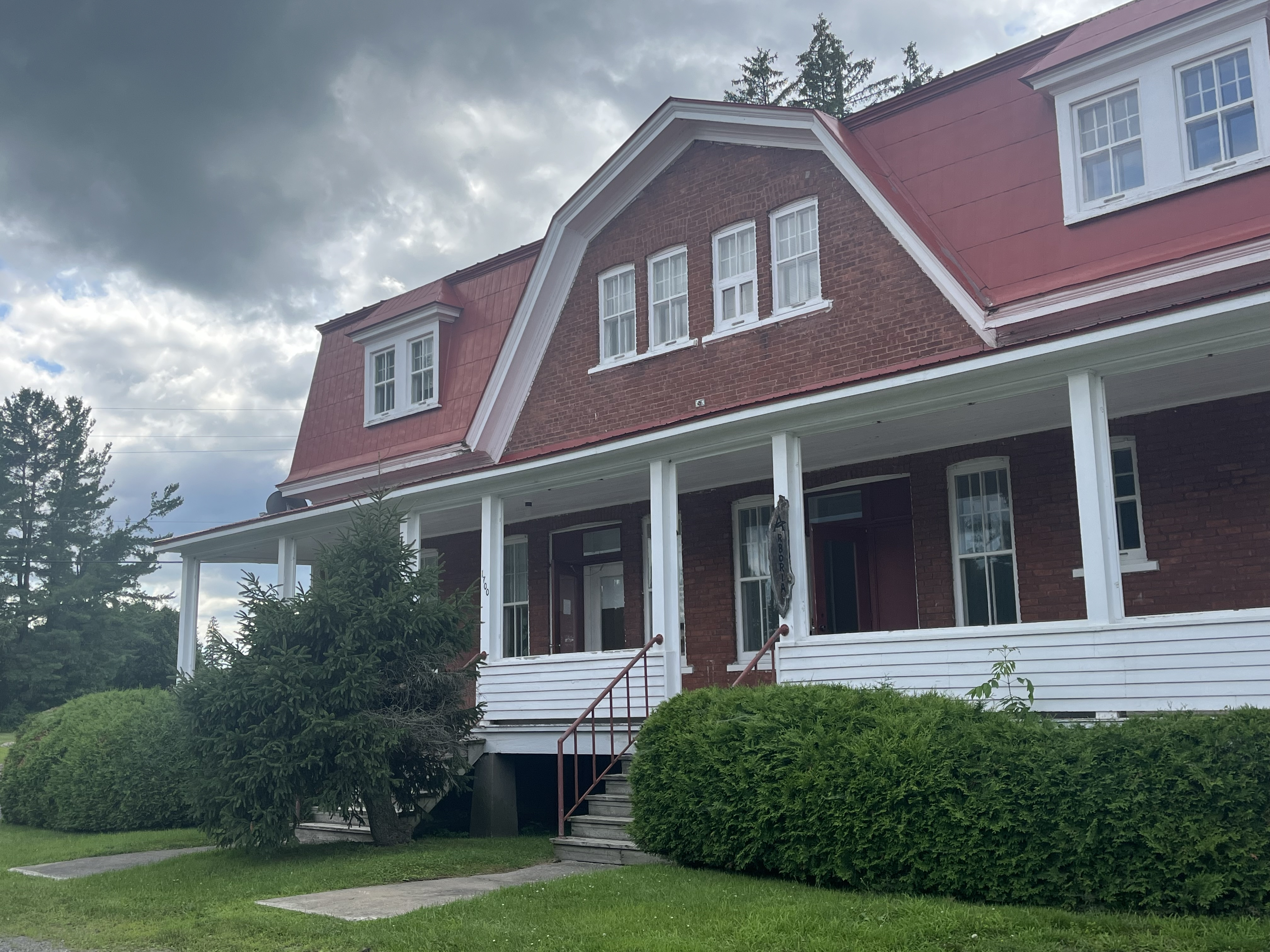
Le chalet de la Pépinière de Berthier en 2024.

## Production
La pépinière produit des résineux et des feuillus destinés au reboisement des forêts du Québec. Les résineux sont produits majoritairement pour les régions de Lanaudière, des Laurentides, de la Montérégie et de l’Outaouais.La pépinière de Berthier est la seule pépinière publique productrice de feuillus nobles destinés au reboisement du Québec,.
La pépinière produit en moyenne annuellement 4,5 millions de plants de fortes dimensions, dont 3 millions en récipients et 1,5 million à racines nues.

## Centre de semences forestières
Le Centre de semences forestières, tel qu'il est connu aujourd'hui, est inauguré en 1987. Ce complexe comprend une usine de traitement des semences forestières, un séchoir à cônes et quatre chambres froides pour la conservation des semences.
Il est responsable d'approvisionner l'ensemble des pépinières forestières du Québec qui cultivent des plants destinés au reboisement. Les entrepôts de semences conservent également des spécimens destinés à la recherche.